# 戈羅季謝 (梅納區)
51°35′29″N 31°58′41″E / 51.59139°N 31.97806°E

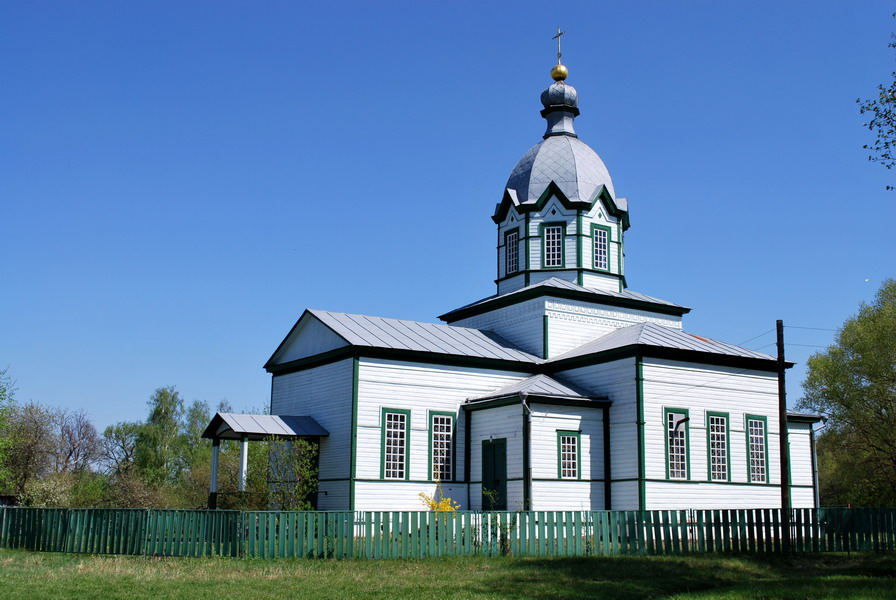

戈羅季謝（烏克蘭語：Городище）是位於烏克蘭北部切爾尼戈夫州裏科留基夫卡區的村莊，始建於1650年，面積5.22平方公里，海拔高度136米，2001年人口970，人口密度每平方公里185.82人。